# Херлофсон, Чарлз
Чарлз Олуф «Сасса» Херлофсон (норв. Charles Herlofson; 15 июня 1891, Кристиания — 9 ноября 1968, Осло) — норвежский футболист, полузащитник. Участник летних Олимпийских игр 1912 года в Стокгольме, Швеция.

## Биография
Брат гребца олимпийца Харальда Херлофсона. Отец морского офицера Чарлза Олуфа Херлофсона.
Начал свою спортивную карьеру в столичном клубе «Викинг», после его расформирования в 1910 году, перешёл в команду «Меркантиле», где играл до 1920-х годов. В составе команды становился чемпионом страны в 1911, 1912, 1913 и 1924 годах и был финалистом чемпионата Норвегии в 1913 году. В 1912 году играл за ФК Ганновер 96 и, таким образом, стал первым норвежцем, ставшим профессиональным футболистом в Германии. Участник матчей со сборной Российской империи по футболу 1914 г.
В 1910—1915 годах сыграл двенадцать игр за сборную Норвегии, одиннадцать из которых в качестве капитана команды, в том числе на футбольном турнире на летних Олимпийских играх 1912 года в Швеции.

## Статистика

### Матчи Херлофсона за сборную Норвегии
| Матчи Херлофсона за сборную Норвегии | Матчи Херлофсона за сборную Норвегии | Матчи Херлофсона за сборную Норвегии | Матчи Херлофсона за сборную Норвегии | Матчи Херлофсона за сборную Норвегии | Матчи Херлофсона за сборную Норвегии |
| ------------------------------------ | ------------------------------------ | ------------------------------------ | ------------------------------------ | ------------------------------------ | ------------------------------------ |
| №                                    | Дата                                 | Соперник                             | Счёт                                 | Голы Херлофсона                      | Соревнование                         |
| 1                                    | 11 сентября 1910                     | Швеция                               | 0:4                                  | —                                    | Товарищеский матч                    |
| 2                                    | 17 сентября 1911                     | Швеция                               | 1:4                                  | —                                    | Товарищеский матч                    |
| 3                                    | 16 июня 1912                         | Швеция                               | 1:2                                  | —                                    | Товарищеский матч                    |
| 4                                    | 23 июня 1912                         | Венгрия                              | 0:6                                  | —                                    | Товарищеский матч                    |
| 5                                    | 30 июня 1912                         | Дания                                | 0:7                                  | —                                    | Олимпийские игры 1912                |
| 6                                    | 1 июля 1912                          | Австрия                              | 0:1                                  | —                                    | Олимпийские игры 1912                |
| 7                                    | 8 июня 1913                          | Швеция                               | 0:9                                  | —                                    | Товарищеский матч                    |
| 8                                    | 26 октября 1913                      | Швеция                               | 1:1                                  | —                                    | Товарищеский матч                    |
| 9                                    | 12 июля 1914                         | Российская империя                   | 1:1                                  | —                                    | Товарищеский матч                    |
| 10                                   | 25 октября 1914                      | Швеция                               | 0:7                                  | —                                    | Товарищеский матч                    |
| 11                                   | 27 июня 1915                         | Швеция                               | 1:1                                  | —                                    | Товарищеский матч                    |
| 12                                   | 24 октября 1915                      | Швеция                               | 2:5                                  | —                                    | Товарищеский матч                    |

Итого: 12 матчей / 0 голов; 0 побед, 3 ничьи, 9 поражений.